# Manchester
Manchester (AFI: /ˈmanʧester/; in inglese [ˈmæntʃɪstə(ɹ)], in italiano antico Mancunia) è un borgo metropolitano di 551 938 abitanti del Regno Unito che gode del titolo onorifico di città ed è capoluogo della contea metropolitana inglese della Grande Manchester. Fu un insediamento celtico, poi ridenominato dagli antichi romani in magna castra; i suoi abitanti vengono chiamati mancuniani.

## Geografia fisica

### Clima
Manchester presenta un temperato clima oceanico con estati fresche e inverni freddi ma non rigidi. Le precipitazioni si presentano durante tutto l'anno, anche se la media pluviometrica di Manchester (929 mm di pioggia all'anno) è inferiore rispetto alla media generale del Regno Unito (1125,0 mm di pioggia).
Le nevicate non sono frequenti ma il vento è quasi sempre presente, anche quando i Mancuniani lo chiamano semplicemente breeze.
| Manchester          | Mesi | Mesi | Mesi | Mesi | Mesi | Mesi | Mesi | Mesi | Mesi | Mesi | Mesi | Mesi | Stagioni | Stagioni | Stagioni | Stagioni | Anno |
| Manchester          | Gen  | Feb  | Mar  | Apr  | Mag  | Giu  | Lug  | Ago  | Set  | Ott  | Nov  | Dic  | Inv      | Pri      | Est      | Aut      | Anno |
| ------------------- | ---- | ---- | ---- | ---- | ---- | ---- | ---- | ---- | ---- | ---- | ---- | ---- | -------- | -------- | -------- | -------- | ---- |
| T. max. media (°C)  | 6,9  | 7,5  | 9,8  | 12,9 | 17,1 | 20,4 | 21,8 | 21,4 | 18,0 | 14,2 | 9,8  | 7,7  | 7,4      | 13,3     | 21,2     | 14,0     | 14,0 |
| T. min. media (°C)  | 1,7  | 1,9  | 3,2  | 5,1  | 8,6  | 12,0 | 13,9 | 13,5 | 10,7 | 7,4  | 4,2  | 2,5  | 2,0      | 5,6      | 13,1     | 7,4      | 7,1  |
| Precipitazioni (mm) | 84   | 59   | 66   | 58   | 64   | 71   | 72   | 89   | 87   | 91   | 94   | 94   | 237      | 188      | 232      | 272      | 929  |

## Storia
Quella che oggi è conosciuta come Inghilterra del nord, un tempo era occupata dalla tribù celtica dei Briganti, i quali avevano una roccaforte su di uno sperone di arenaria, di fronte alle rive del fiume Irwell, luogo che attualmente ospita la cattedrale di Manchester. In seguito alla conquista della Britannia del I secolo, il governatore romano Giulio Agricola ordinò la costruzione di un forte chiamato Mancunium (collina a forma di seno) nel 79 d.C., in modo da proteggere dai Briganti gli insediamenti romani di Deva Victrix (Chester) ed Eburacum (York). Con l'arrivo dei Sassoni il centro dell'insediamento si spostò nei pressi della confluenza dei fiumi Irwell ed Irk. Nel XIV secolo vi si stabilì una comunità di fiamminghi, che cominciò la tessitura della lana e del lino, dando così origine alla tradizione tessile mancuniana.
Manchester visse il suo momento di massima espansione nel XVIII secolo quando, sotto la spinta delle innovazioni tecniche, innumerevoli imprese tessili vi si stabilirono e la resero una fra le più importanti città della rivoluzione industriale in Inghilterra. Parte del merito fu dovuto al clima molto umido, ideale per la lavorazione del cotone. Lo sviluppo industriale fu favorito anche dalla vicinanza di giacimenti di carbon fossile e dalla relativa vicinanza con il porto di Liverpool, collegato tramite ferrovia dal 1830. Con la costruzione del Manchester Ship Canal, ultimato nel 1894, Manchester divenne il terzo porto commerciale inglese, nonostante si trovi a circa 60 km dal mare.
Nel XX secolo Manchester ha vissuto alti e bassi, con la crisi dell'industria tessile, controbilanciato dalla crescita della ricerca nel campo dell'informatica, con la costruzione dei primi computer da parte di Alan Turing.
Il 15 giugno 1996 Manchester fu colpita dall'esplosione di un camion-bomba dell'IRA, che causò circa 200 feriti e la distruzione di notevoli edifici nell'area di Market Street. L'evento diede il via a una vasta azione di riqualificazione urbana nel centro della città, simboleggiata dalla costruzione del centro espositivo Urbis, progettato dall'architetto Ian Simpson e inaugurato nel 2002.
Nel 2002 Manchester ha ospitato la XVII edizione dei Giochi del Commonwealth.
La sera del 22 maggio 2017 un attentato kamikaze ebbe luogo alla Manchester Arena, al termine del concerto della cantante statunitense Ariana Grande. Le vittime totali furono 22 (escluso l'attentatore) e più di 800 i feriti, tutti giovanissimi.

### Simboli
Cimiero: su un cercine dei colori dello scudo, un globo terrestre seminato di api volanti, il tutto al naturale.
Sostegni: sul lato destro un'antilope araldica d'argento, con collare e catena passante sul dorso d'oro, e sul lato sinistro un leone con la testa in maestà d'oro, coronato con corona muraria di rosso, ciascuno caricato sulla spalla di una rosa dell'ultimo.
Motto : Concilio et labore»
Lo stemma è stato concesso ufficialmente il 1° marzo 1842. I supporti sono stati concessi il giorno successivo.
Le bande diminuite (ridotte di spessore) e alzate (poste cioè più in alto rispetto alla loro posizione ordinaria) d'oro su rosso derivano dallo stemma dei Lord di Manchester, che governarono la città prima del 1301. Il capo mostra una nave a vele spiegate, simbolo di commercio e intraprendenza. Il cimiero è un globo seminato di api, a rappresentare il mondo verso cui vengono esportate le merci della città. Le api sono simbolo di attività. I sostenitori, un'antilope e un leone, derivano dallo stemma di re Enrico IV d'Inghilterra, Duca di Lancaster.
Il motto latino si traduce "Con il consiglio e l'opera" e deriva da una frase dell'Ecclesiastico 37:16: "La ragione sia l'inizio di ogni opera e il consiglio preceda ogni azione".

## Monumenti e luoghi d'interesse

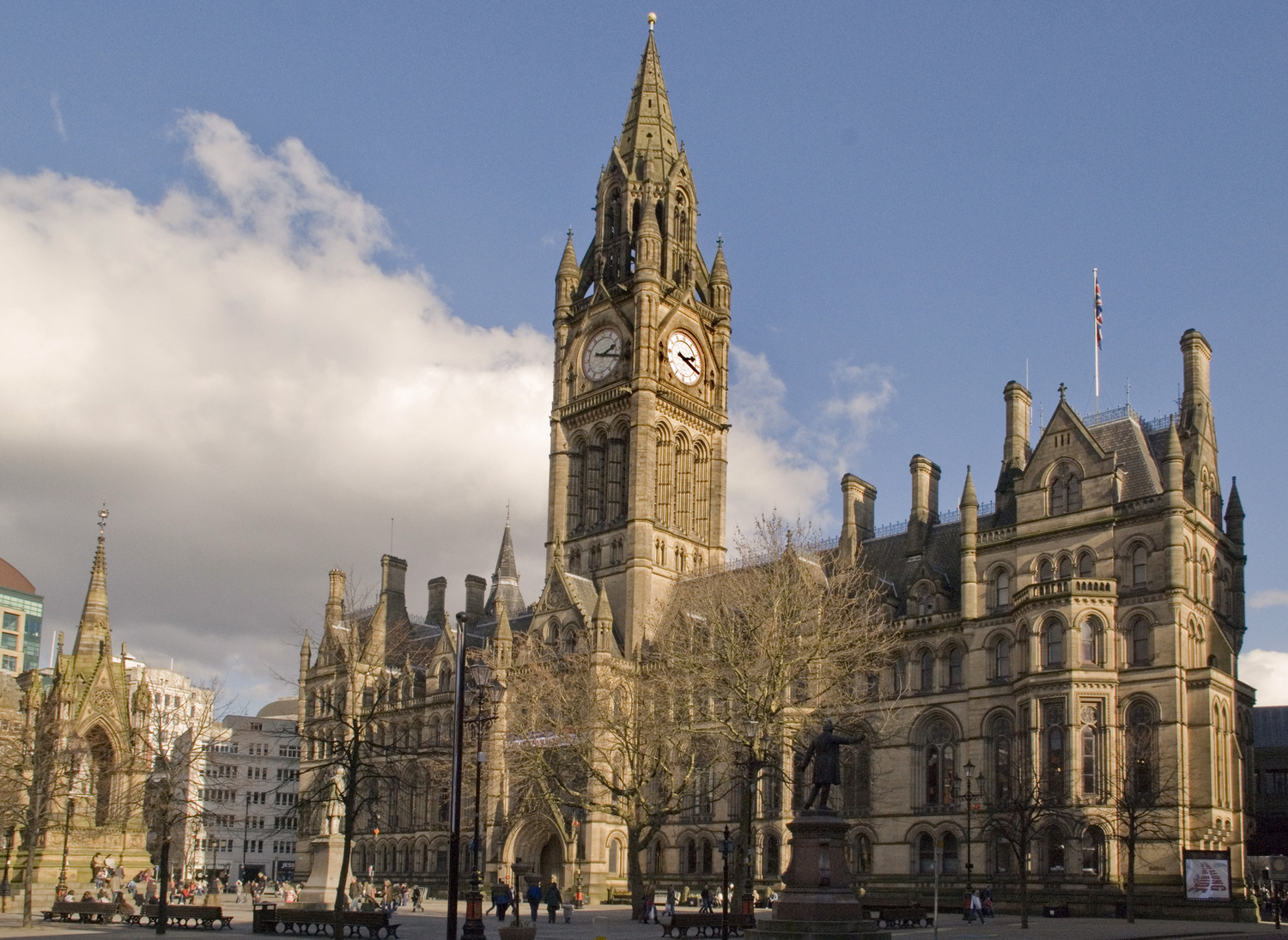
Manchester Town Hall

- MOSI: Museum Of Science and Industry, il più grande al mondo sull'argomento
- Town Hall: mirabile esempio di architettura neogotica vittoriana
- John Rylands University Library
- Piccadilly Gardens
- Cattedrale di Manchester: cattedrale e collegiata del XIV secolo i cui esterni sono stati leggermente rimaneggiati dopo un'alluvione in epoca vittoriana
- Salford Quays: vecchia area del porto fluviale sul fiume Irwell, oggi restaurata e ristrutturata come per i Docks londinesi
- People's History Museum: museo che ripercorre i cambiamenti sociali ed economici dalla rivoluzione industriale ai giorni nostri, concentrandosi sulle difficili condizioni di lavoro e sulle conquiste sindacali che per la prima volta presero forma proprio a Manchester alla fine del XVIII secolo
- National Football Museum: museo sulla storia del calcio, dalle umili origini dell'Inghilterra del nord alla diffusione nel resto del mondo
- Manchester Central Convention Complex: sede di conferenze e mostre, ex locale per concerti ed ex stazione ferroviaria
- Radcliffe Tower: torre medievale nell'omonima cittadina vicino a Manchester
- Hulme Arch Bridge: ponte stradale situato a Hulme

## Cultura

### Università
A Manchester hanno sede due università: l'Università di Manchester e l'Università Metropolitana di Manchester. L'Università di Manchester è una delle più grandi università del Regno Unito; nata nel 1824, è divisa in quattro principali facoltà e offre circa 500 corsi di laurea. Attualmente ha 36 500 studenti provenienti da 180 nazioni; gli iscritti di nazionalità italiana sono 75. Nella sua storia conta 23 premi Nobel.

Molto apprezzata è la sua ricca biblioteca, la John Rylands University Library, che ospita una parte dei materiali manoscritti rinvenuti nella Geniza del Cairo.

### Musica

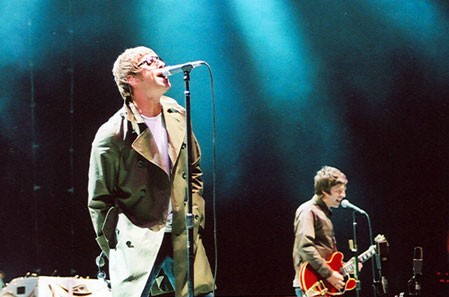
I fratelli Noel e Liam Gallagher della nota band indie rock Oasis

La scena musicale di Manchester ha prodotto gruppi di successo già prima della metà degli anni settanta. Si ricordano Hollies, Bee Gees e Herman's Hermits. Negli anni ottanta complessi di spicco della scena mancuniana furono gli Smiths, i Joy Division e i loro successori New Order, mentre verso la fine del decennio si affermò la cosiddetta scena Madchester che combinava baggy e acid house a melodie che ricordavano gli anni '60 e che ebbe come esponenti principali gruppi come Happy Mondays, Charlatans e Stone Roses. Il successo di quest'ultimo filone fu determinante per lo sviluppo, negli anni '90, della scena Britpop, di cui gli Oasis, originari di Burnage, sobborgo di Manchester, sono il gruppo più rappresentativo.
Tra i gruppi originari di Manchester si ricordano quindi:
- Oasis
- Smiths
- Joy Division con il loro gruppo successore New Order, dopo la morte di Ian Curtis
- Buzzcocks
- Stone Roses
- The Fall
- The Durutti Column
- 10cc
- Godley & Creme
- The Verve
- Elbow
- Doves
- Charlatans
- M People, 1975
- Simply Red
- Take That
- Dutch Uncles
- Everything Everything
- Outfield

A Manchester è attribuito il merito di essere stata la città propulsore dell'indie music britannica degli anni '80, con formazioni quali Smiths e, successivamente, Stone Roses, Happy Mondays, Inspiral Carpets e James. Questi ultimi gruppi furono raggruppati dai media nella dicitura "scena Madchester", incentrata sul noto locale notturno The Haçienda, fondato da Tony Wilson dell'etichetta Factory Records. Anche se originari dell'Inghilterra del sud, anche i Chemical Brothers si formarono a Manchester. L'ex cantante degli Smiths Morrissey, i cui testi fanno spesso riferimento a luoghi di Manchester e alla cultura mancuniana, si affermò in seguito anche come artista solista, così come, dopo lo scioglimento degli Oasis, i fratelli Noel, solista con i Noel Gallagher's High Flying Birds, e Liam Gallagher, transitato per i Beady Eye e poi divenuto solista.
Negli anni '60 le band di Manchester che ascesero alla fama furono Hollies, Herman's Hermits e Davy Jones dei Monkees (noti dalla metà degli anni '60 non solo per la loro musica, ma anche per la loro trasmissione sulla TV statunitense) e i primi Bee Gees, che crebbero a Chorlton-cum-Hardy. Un altro famoso gruppo contemporaneo originario di Manchester sono i Courteeners, fondati da Liam Fray e da quattro suoi amici. È originaria di Greater Manchester anche la cantautrice Ren Harvieu.

### Luoghi
Molto famoso a cavallo degli anni ottanta e primi anni novanta, fu il club locale The Haçienda, dove si sono esibiti alcuni tra i più importanti artisti inglesi e internazionali del tempo (uno su tutti, i Joy Division, gruppo originario di Salford, comune a pochi km. dal centro di Manchester). 
Altri locali importanti per la scena musicale di Manchester sono il Dry Bar e la Manchester Academy, gestita dalla locale associazione degli studenti universitari, la Manchester Students' Union.

## Geografia antropica

### Quartieri e parrocchie
I 32 quartieri della città, ognuno dei quali elegge tre dei 96 consiglieri comunali di Manchester, sono:
- Ancoats and Clayton
- Ardwick
- Baguley
- Bradford
- Burnage
- Charlestown
- Cheetham
- Chorlton-on-Medlock
- Chorlton Park
- City Centre
- Crumpsall
- Didsbury East
- Didsbury West
- Fallowfield
- Gortin North
- Gorton South
- Harpurhey
- Higher Blackley
- Hulme
- Levenshulme
- Longsight
- Miles Platting & Newton Heath
- Soss Mide
- Moston
- New Moston
- Northenden
- Oldmoat
- Rusholme
- Sharston
- Whalley Range
- Withington
- Woodhouse Park

### Ringway
L'unica parrocchia civile del distretto è Ringway, all’estremità meridionale del territorio e a ridosso dell’aeroporto di Manchester, la cui gestione è tuttavia al momento integralmente devoluta al Consiglio comunale di Manchester a causa dell'impossibilità di procedere a elezioni parrocchiali per carenza di candidati. La proposta di abolire la parrocchia è stata respinta tramite referendum nel 2011.

## Infrastrutture e trasporti

### Autostrade
La città è servita da diverse autostrade che la collegano al resto del paese. L'autostrada più importante per la città è la Motorway M60 che è la tangenziale di Manchester. Le altre autostrade sono:
- Motorway M56: collega a Chester e alla Motorway M6 direzione sud
- Motorway M61: collega a Preston e alla Motorway M6 direzione nord
- Motorway M62: collega a Liverpool e Leeds e alla Motorway M6
- Motorway M66: collega a Bury e il Lancashire
- Motorway M67: collega a Hyde e il Peak District
- Motorway M602: collega il centro di Manchester alla tangenziale M60 e la M62
- Motorway A57(M), conosciuta anche come Mancunian Way, funge da tangenziale sud per il centro della città.

### Ferrovie
Numerose sono le linee ferroviarie che convergono su Manchester. La città è servita da diverse stazioni ferroviarie:
- Manchester Piccadilly station
- Manchester Victoria Station
- Manchester Oxford Road Station
- Manchester Deansgate Station
- Stazione di Salford Central
- Stazione di Ashburys

### Metrolink (tram)

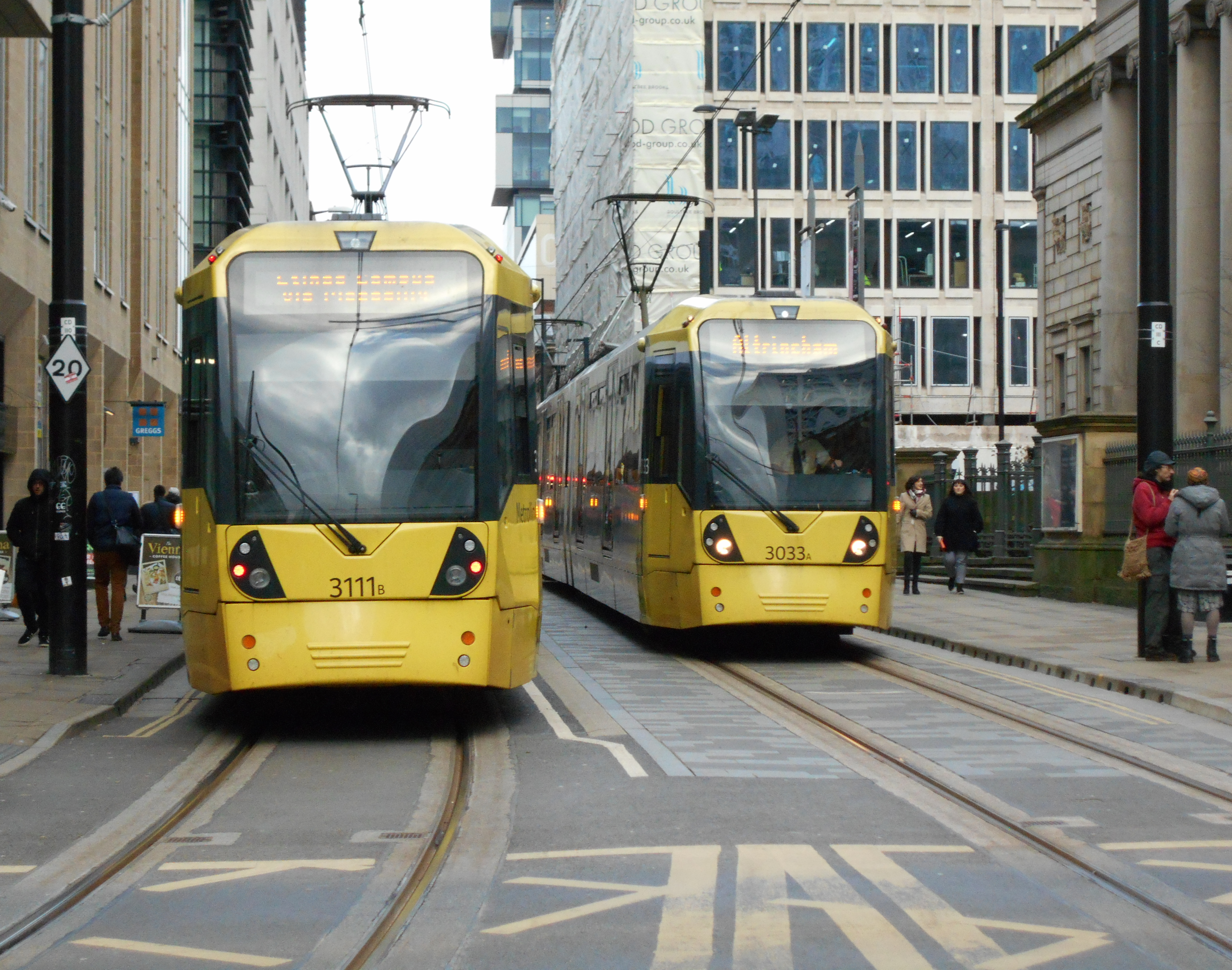
Metrolink di Manchester

Nel 1992 Manchester divenne la prima città del Regno Unito ad avere un moderno sistema metrotranviario su rotaie leggere. L'attuale rete è composta da ex linee ferroviarie in disuso, poi convertite per uso tranviario, e nuove linee su strada che attraversano la città. Il metrolink oggi serve la città di Manchester e la sua area metropolitana, permettendo il collegamento tra il centro e le città di Bury, Altrincham, Salford, Rochdale, ed Eccles. 
Attualmente il Metrolink di Manchester è costituito da 7 linee con 93 fermate, di cui una che collega direttamente il centro città all'aeroporto di Manchester. 
Per il 2020 è prevista l'apertura di una nuova linea, quella per Trafford Centre.

### Aeroporti
L'Aeroporto di Manchester è il quarto del Regno Unito per traffico passeggeri. La città è servita anche dal piccolo aeroporto di Manchester-Barton che funge da city airport.

### Porti
Il Porto di Manchester fu attivo dal 1894 fino al 1985 ed è collegato al mare dal Manchester Ship Canal. La zona dell'ex porto Salford Quays è stata recentemente riconvertita a zona residenziale e ospita un museo dedicato al maggiore pittore mancuniano del XX secolo, L. S. Lowry. Per dare un'occhiata al museo, si veda il seguente sito:

## Amministrazione
Fondata dai romani, Manchester rimase fino alla rivoluzione industriale una località del tutto secondaria rispetto all’importanza che oggi riveste. Semplice località del Lancashire, non era sede di diocesi e anche a livello locale doveva fare riferimento alla vicina Salford. Addirittura nel XIV secolo non riuscì neppure a mantenere lo statuto comunale appena ottenuto, tornando soggetta ai feudatari.
Il comune di Manchester fu dunque creato solo nel 1838, ma la crescita fu rapidissima. Divenuta città nel 1853 acquisendo così maggiori poteri, e nel 1885 allargò i suoi confini. Nel 1889 le fu attribuita un’autonomia che la rendeva in gran parte indipendente dal consiglio della contea. Nel 1931 e nel 1933 il suo territorio fu ulteriormente ampliato. Con la riforma implementata nel 1974, la città fu affidata all’odierno Manchester City Council.
L’ulteriore crescita urbana che ha debordato ampiamente i confini cittadini, portando alla fondazione di un più alto livello amministrativo metropolitano, la Grande Manchester, con un sindaco generale eletto per la prima volta nel 2017.

### Gemellaggi
- Cordova

- Faisalabad
- Kanpur
- Los Angeles
- Rehovot
- San Pietroburgo
- Wuhan, dal 1996

## Sport
Manchester è meglio conosciuta come "città dello sport", infatti possiede due importanti squadre di calcio: il Manchester Utd ed il Manchester City, uniche due squadre calcistiche europee appartenenti alla stessa città ad aver vinto il Treble. Il Manchester United gioca all'Old Trafford, situato appena fuori dalla città, ed è il secondo campo da gioco più grande d'Inghilterra, dopo lo stadio di Wembley di Londra: conta infatti una capacità massima di circa 76.000 persone; è inoltre considerato dalla FIFA uno stadio a 5 stelle. È stato il primo stadio d'Inghilterra ad aver ospitato la finale di UEFA Champions League, in questo caso l’unica finale di Champions League tutta italiana tra Juventus e Milan nel 2003. Il Manchester City invece gioca al City of Manchester Stadium il quale possiede una capacità massima di 55.000 persone circa e nel 2008 ha ospitato la finale della Coppa UEFA.
Il terzo club della città è il F.C. United of Manchester, fondato nel 2005 da alcuni tifosi del Manchester Utd contrari all'acquisizione del club da parte dell'imprenditore statunitense Malcolm Glazer, attualmente milita in Northern Premier League.